# Kamienica przy ulicy Karola Szymanowskiego 7 w Krakowie
Kamienica przy ulicy Karola Szymanowskiego 7 – zabytkowa kamienica znajdująca się w Krakowie, w dzielnicy V przy ul. Karola Szymanowskiego, na Krowodrzy.
Kamienica została wzniesiona w 1937 roku według projektu architekta Izydora Goldbergera.
Budynek znajduje się w gminnej ewidencji zabytków.